# Averlak
Averlak er en kommune og en landsby i det nordlige Tyskland, beliggende i Amt Burg-Sankt Michaelisdonn under Kreis Dithmarschen. Kreis Dithmarschen ligger i den sydvestlige del af delstaten Slesvig-Holsten.

## Geografi
Averlak ligger ved grænsen til Kreis Steinburg, der delvist dannes af Kielerkanalen . Mod nord i kommunen ligger søen Kudensee, delvist i kommunen af samme navn.

### Nabokommuner
Nabokommuner er (med uret fra nord) Kuden (i Kreis Dithmarschen), Kudensee (i Kreis Steinburg) samt byen Brunsbüttel og kommunen Eddelak (begge i Kreis Dithmarschen).